# Hermann Krauß (Heimatforscher)
Hermann Krauß (* 5. Dezember 1904 in Itzelberg; † 2003) war ein deutscher Pädagoge, Heimatforscher und Autor.

## Leben
Krauß war der älteste Sohn eines Eisendrehers und besuchte die Volksschule an seinem Geburtsort Itzelberg, danach die Oberrealschule in Heidenheim und von 1920 bis 1926 das Lehrerseminar in Backnang. Von 1926 bis 1928 war er kaufmännischer Angestellter und Musikberichterstatter an der Heidenheimer Tageszeitung „Der Grenzbote“, bevor er 1928/29 als Schulpraktikant in Königsbronn und Ebersbach an der Fils tätig war. Von 1929 bis 1932 war er Musiklehrer am Lehrerseminar in Künzelsau. In jener Zeit heiratete er 1931 Marie Häberle in Ochsenberg (Königsbronn). 1932 kam er nach Güglingen, wo er zunächst als Lehrer an der Volksschule tätig war, außerdem auch den Kirchenchor und den Männergesangverein leitete. Von 1942 bis 1945 nahm er als Soldat am Zweiten Weltkrieg an Kriegsschauplätzen in Frankreich, Italien und der Slowakei teil. Von 1945 bis 1948 war er in sowjetischer Kriegsgefangenschaft. Nach seiner Rückkehr nach Güglingen war er wieder als Lehrer an der Volksschule tätig und zog 1951 in den Gemeinderat ein, dem er bis 1968 angehörte. Von 1952 bis 1962 leitete er nebenamtlich die Musikschule Güglingen, in seinen letzten Berufsjahren war er Rektor der Güglinger Grund- und Hauptschule.

## Ehrungen
Zum Eintritt in den Ruhestand wurde er 1970 Ehrenbürger von Güglingen. Zum 80. Geburtstag wurde ihm am 26. Oktober 1984 das Bundesverdienstkreuz am Bande verliehen.

## Werk
Krauß hat vor allem autobiografische Schriften veröffentlicht, die aufgrund ihres Umfangs weit über persönliche Erinnerungen hinausgehen und daher auch von heimatgeschichtlichem Interesse sind. Einer seiner Forschungsschwerpunkte war die Geschichte der Konzentrationslager in Baden-Württemberg. Sein Hauptwerk ist die zwölfbändige Autobiografie „Als kleiner Mann im großen Zwanzigsten Jahrhundert“, die bereits ab 1983 auszugsweise in der Zeitschrift des Zabergäuvereins sowie im Güglinger Amtsblatt, der Hauptteil 1983/84 in der Heilbronner Stimme, und einzelne Bände später auch als separate Veröffentlichungen im Eigenverlag des Autors erschienen. Neben autobiografischen Schriften hat er auch Gedichte verfasst. Seiner Heimatgemeinde Güglingen galt er als „kulturelle Instanz“, sein umfangreicher Nachlass wird im Güglinger Archiv aufbewahrt.